# Werner W. Wittmann

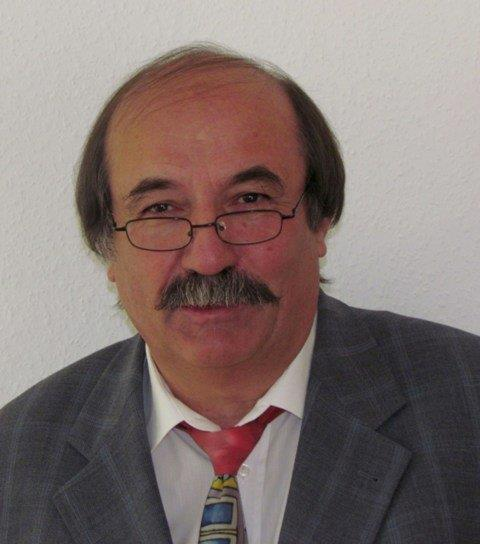
Werner W. Wittmann

Werner W. Wittmann (* 11. Januar 1944 in Eger) ist ein deutscher Psychologe, Evaluationsforscher und Forschungsmethodiker.

## Leben
Werner W. Wittmann wuchs in Nürnberg auf, wo er 1964 das Abitur machte. Er studierte Psychologie an der Albert-Ludwigs-Universität Freiburg (Diplomabschluss 1972) und wurde 1977 mit einer Arbeit über Faktorenanalytische Modelle, Methodenstudien und Probleme der Reproduzierbarkeit promoviert. In seiner Habilitation 1984 befasste er sich mit dem Thema Evaluationsforschung, die 1985 als Buchpublikation im Springer-Verlag erschienen ist. 1973 bis 1984 war Werner W. Wittmann wissenschaftlicher Assistent am Psychologischen Institut der Universität Freiburg am Lehrstuhl Persönlichkeitspsychologie (Jochen Fahrenberg), 1984 wurde er dort auf eine Zeit-Professur mit Schwerpunkt Methodenlehre berufen. Von 1988 bis 1993 hatte er eine C2-Professor an der Wirtschafts- und Sozialwissenschaftliche Fakultät der Universität Erlangen-Nürnberg und von 1993 bis zu seiner Emeritierung 2009 war er Inhaber des Lehrstuhls Psychologie II, Methoden, Diagnostik und Evaluation an der Fakultät für Sozialwissenschaften der Universität Mannheim. Sein Interesse an kollaborativen Forschungsprojekten, Lehre und internationalen Austausch führten zu mehreren Gastprofessuren, u. a. an den Universitäten Heidelberg, Berlin (FU), Bern, Fribourg (Schweiz), Wien und San Diego (SDSU). Von 2006 bis 2009 war Werner Wittmann Leiter des Otto-Selz-Institutes an der Universität Mannheim und anschließend wurde er Leiter eines Arbeitsbereiches für Evaluation, Diagnostik und Methoden am selbigen Institut. Werner W. Wittmann ist/war Mitglied im Editorial Board mehrerer Fachzeitschriften, u. a. Journal of Experimental Psychology: Applied, Zeitschrift für Personalpsychologie, Diagnostica, Applied Measurement und Praxis Klinische Verhaltensmedizin und Rehabilitation.

## Werk
Im Zentrum des Werkes von Werner Wittmann steht der Versuch, die zum Teil widersprüchlichen Methoden und Ziele experimenteller und nicht-experimenteller Forschungsansätze in den Sozial- und Verhaltenswissenschaften zu vereinigen. Sein Werk stützt sich dabei grundlegend auf Arbeiten von Lee Cronbach, Donald T. Campbell, Thomas D. Cook, R.F. Boruch, Egon Brunswik, L. Sechrest, Gene V. Glass, Raymond Bernard Cattell und Kenneth R. Hammond.
Zentraler Forschungs- und wissenschaftstheoretischer Schwerpunkt der Arbeiten Werner Wittmanns sind die Überlegungen zu einer multivariaten Reliabilitäts- und Validitätstheorie (insbes. Wittmann, 1985, 1988). Sie wurde als eine Lösungsmöglichkeit des von Jochen Fahrenberg beschriebenen allgemeinen Kovariationsproblems (Fahrenberg, 1982) des multimethodalen Vorgehens in der psychologischen Diagnostik (sog. Multitrait-Multimethod-MTMM-Ansatz) vorgeschlagen. Kern ist das Modell der 4, später 5 Datenboxen (Five-Box-Model, Wittmann, 1990), ein Modell für die Konzeption, Durchführung und Auswertung von Evaluationsstudien, das vor allem auch in der Rehabilitations- und in der Intelligenzforschung angewandt wurde. Es geht von der Cattellschen Datenbox BDRM Basic Data Relation Matrix (Raymond Cattell, 1966) und dem Brunswik‘schen Linsenmodell (Brunswik, 1956) aus, wesentliche Bestimmungsstücke sind neben den fünf aufeinander bezogenen Datenboxen das Symmetrie-Prinzip sowie das Prinzip der Datenaggregation.
Werner Wittmanns integratives Denken machte ihn zum Pionier der Evaluationsforschung in Deutschland, eröffnete neue Perspektiven zur Lösung fundamentaler Herausforderungen translationaler Forschungsmethodik, und machte ihn zum Vorreiter evidenzbasierter Entscheidungen in der Gesundheitsversorgung. In Anerkennung seiner Beiträge zur Evaluationsforschung erhielt Werner Wittmann 2005 den F. Lazarsfeld Award for Evaluation Theory der American Evaluation Association.
Forschungsschwerpunkte:
- Psychologische Methodenlehre, Multivariate Reliabilitäts- und Validitätstheorie
- Evaluationsforschung, vor allem im Bereich der medizinischen Rehabilitation, Schwerpunkt psychosomatische Rehabilitation, hier mehrere große Programmevaluationsstudien zusammen mit Jürgen Schmidt und Rüdiger Nübling, u. a. „Zauberbergstudien“, EQUA-Studie, Bad Herrenalber Katamnesestudie sowie übergreifend: Meta-Analyse Psychosomatischer Rehabilitation, MESTA-Studie
- Metaanalyse der Effekte deutschsprachiger Psychotherapie zusammen mit Georg E. Matt
- Entwicklung mehrerer Assessmentverfahren, u. a. ZUF8 (Schmidt et al. 1989), FPTM (Nübling et al., 2006)
- Zuletzt starkes Engagement im Rahmen der sich in der Entwicklung befindlichen ambulanten psychotherapeutischen Versorgungsforschung, zusammen mit Wolfgang Lutz Leitung des sog. TK-Projektes im Auftrag der Techniker Krankenkasse (TK) sowie gemeinsam mit Bernhard Strauss Leitung der Pilotstudie QS-PSY-BAY im Auftrag der kassenärztlichen Vereinigung Bayern (Wittmann et al. 2012 etc.)
- Brunswik-Symmetrie als Schlüsselkonzept erfolgreicher psychologischer Forschung: Untersuchungen zum Zusammenhang von Arbeitsgedächtnis und Intelligenz, Intelligenz und komplexen Problemlösen, Intelligenz und Schulnoten, und zur prädiktiven Validität von Persönlichkeitsmerkmalen (Extraversion, Introversion).

## Schriften
Eine Auswahl der Schriften:
- W. W. Wittmann: Faktorenanalytische Modelle, Methodenstudien und Probleme der Reproduzierbarkeit. Dissertation, Universität, Philosophische Fakultät, Freiburg i. Br. 1977.
- W. W. Wittmann: Evaluationsforschung. Aufgaben, Probleme und Anwendungen. Springer, Berlin 1985.
- G. E. Matt, W. W. Wittmann: Zum Status Quo kontrollierter deutschsprachiger Psychotherapieeffektforschung aus dem Blickwinkel einer Meta-Analyse. In: Zeitschrift für Klinische Psychologie. Band 14, Nr. 4, 1985, S. 293–312.
- W. W. Wittmann, G. E. Matt: Meta-Analyse als Integration von Forschungsergebnissen am Beispiel deutschsprachiger Arbeiten zur Effektivität von Psychotherapie. In: Psychologische Rundschau. Band 37, Nr. 1, 1986, S. 20–40.
- W. W. Wittmann: Grundlagen erfolgreicher Forschung in der Psychologie: Multimodale Diagnostik, Multiplismus, multivariate Reliabilitäts- und Validitätstheorie. In: Diagnostica. Band 33, Nr. 3, 1987, S. 209–226.
- J. Schmidt, P. Bernhard, W. W. Wittmann, F. Lamprecht: Die Unterscheidung zwischen singulären und multiplen Ergebniskriterien. Ein Beitrag zur Kriterienproblematik in der Evaluation. In: F. Lamprecht (Hrsg.): Spezialisierung und Integration in Psychosomatik und Psychotherapie. Deutsches Kollegium für psychosomatische Medizin, 6.–8. März 1986. Springer, Berlin 1987, S. 293–299.
- W. W. Wittmann: Multivariate Reliability Theory. Principles of symmetry and successful validation strategies. In: J. R. Nesselroade, R. B. Cattell (Hrsg.): Handbook of multivariate experimental psychology. Plenum Press, New York 1988, S. 505–560.
- K. Schweizer, W. Wittmann: An evaluation of the replicability of psychophysiological relations for aggregate data. In: Personality and Individual Differences. Band 10, Nr. 4, 1989, S. 427–435.
- W. W. Wittmann: Brunswik-Symmetrie und die Konzeption der Fünf-Datenboxen. Ein Rahmenkonzept für umfassende Evaluationsforschung. In: Zeitschrift für Pädagogische Psychologie. Band 4, Nr. 4, 1990, S. 241–251.
- U. Koch, W. W. Wittmann (Hrsg.): Evaluationsforschung. Bewertungsgrundlage von Sozial- und Gesundheitsprogrammen. Springer, Berlin 1990.
- W. W. Wittmann: The significance of Brunswik-Symmetry for psychological research and assessment. In: European Journal of Psychological Assessment. Band 11, Nr. 1, 1995, S. 59–60.
- T. D. Cook, W. W. Wittmann: Lessons learned about evaluation in the United States and some possible implications for Europe. In: European Journal of Psychological Assessment. Band 14, Nr. 2, 1998, S. 97–115.
- R. Nübling, J. Schmidt, W. W. Wittmann: Langfristige Ergebnisse Psychosomatischer Rehabilitation. In: Psychotherapie, Psychosomatik, Medizinische Psychologie. 1999, S. 343–353.
- W. W. Wittmann, H.-M. Süß: Investigating the paths between working memory, intelligence, knowledge, and complex problem-solving performances via Brunswik symmetry. In: P. L. Ackerman, P. C. Kyllonen, R. D. Roberts (Hrsg.): Learning and individual differences. American Psychological Association, Washington, DC 1999, S. 77–108.
- J. Schmidt, R. Nübling, W. W. Wittmann: Ergebnisse psychosomatischer Rehabilitation auf der Basis von fünf Programmevaluationsstudien. In: Praxis Klinische Verhaltensmedizin und Rehabilitation. Band 13, Nr. 52, 2000, S. 32–47.
- W. W. Wittmann, R. Nübling, J. Schmidt: Evaluationsforschung und Programmevaluation im Gesundheitswesen. In: Zeitschrift für Evaluation. 2002, S. 39–60.
- H.-M. Süß, K. Oberauer, W. W. Wittmann, O. Wilhelm, R. Schulze: Working memory capacity explains reasoning ability – and a little bit more. In: Intelligence. Band 30, 2002, S. 261–288.
- M. C. Völkle, P. Ackerman, W. W. Wittmann: Effect sizes and F ratios < 1.0. Sense or nonsense? Methodology. In: European Journal of Research Methods for the Behavioral and Social Sciences. Band 3, 2007, S. 35–46.
- J. Schmidt, A. Steffanowski, R. Nübling, S. Lichtenberg, W. W. Wittmann: Ergebnisqualität stationärer psychosomatischer Rehabilitation. Vergleich unterschiedlicher Evaluationsstrategien. Roderer, Regensburg 2003.
- A. Beauducel, W. W. Wittmann: Simulation study on fit indices in confir-matory factor analysis based on data with slightly distorted simple structure. In: Structural Equation Modeling. Band 12, 2005, S. 41–75.
- R. Nübling, H. Schulz, J. Schmidt, U. Koch, W. W. Wittmann: Fragebogen zur Psychotherapiemotivation (FPTM) – Testkonstruktion und Gütekriterien. In: R. Nübling, F. A. Muthny, J. Bengel (Hrsg.): Reha-Motivation und Behandlungserwartung. Huber, Bern 2006, S. 252–270.
- W. W. Wittmann, P. L. Klumb: How to fool yourself with experiments in testing psychological theories. In: R. R. Bootzin, P. E. McKnight (Hrsg.): Strengthening Research Methodology: Psychological Measurement and Evaluation. American Psychological Association, Washington, DC 2006, S. 185–211.
- A. Steffanowski, C. Löschmann, J. Schmidt, W. W. Wittmann, R. Nübling: Meta-Analyse der Effekte stationärer psychosomatischer Rehabilitation. Mesta-Studie. Huber, Bern 2007.
- E. Hunt, W. Wittmann: National intelligence and national prosperity. In: Intelligence. Band 36, Nr. 1, 2008, S. 1–9.
- B. M. Strauss, W. Lutz, A. Steffanowski, W. W. Wittmann, J. R. Boehnke, J. Rubel, C. E. Scheidt, F. Caspar, H. Vogel, U. Altmann, R. Steyer, A. Zimmermann, E. Bruckmayer, F. von Heymann, D. Kramer, H. Kirchmann: Benefits and challenges in practice-oriented psychotherapy research in Germany: The TK and the QS-PSY-BAY projects of quality assurance in outpatient psychotherapy. In: Psychotherapy Research. 2014. doi:10.1080/10503307.2013.856046.
- E. Kaufmann, U.-D. Reips, W. W. Wittmann: A critical meta-analysis of Lens Model studies in human judgment and decision-making. In: PLoS ONE. Band 8, Nr. 12, 2013, Artikel e83528. doi:10.1371/journal.pone.0083528
- E. Kaufmann, W. W. Wittmann: Underestimated Swiss STEM potential? Bright light on an international PISA comparison. 2018.